# Firemonger
Firemonger – projekt tworzony przez społeczność, który ma na celu stworzenie i rozwijanie wielojęzycznej, łatwej w użyciu płyty CD zawierającej wolną przeglądarkę Mozilla Firefox, klienta poczty elektronicznej Mozilla Thunderbird oraz zestaw wybranych rozszerzeń, motywów i narzędzi do obu produktów.

## Informacje ogólne
Projekt stworzony został z myślą o nowych oraz średnio zaawansowanych użytkownikach komputerów. Firemonger umożliwi im instalację i użytkowanie przeglądarki oraz klienta poczty elektronicznej Mozilli bez potrzeby wyszukiwania programu oraz popularnych dodatków usprawniających jego pracę ręcznie.
Firemonger został zaprojektowany w celu dystrybucji na płycie CD, choć równie dobrze może być on uruchomiony z miejsca do którego został ściągnięty. Dla łatwości dystrybucji, wydania publikowane są zarówno jako archiwa zip jak i obrazy ISO. Każde z nich ma również wersję lite, czyli swój odpowiednik niezawierający wtyczek, narzędzi ani innych niekoniecznych do działania programów zasobów.
Opakowanie Firemonger CD przedstawia duży, pomarańczowy płomień, logo projektu. Program Firemonger automatycznie włącza wersję przeglądarki Firefox z płyty, aby wyświetlić jej zawartość w formie przyjaznej dla użytkownika strony. Możliwe jest zainstalowanie z tego poziomu programów Firefox, Thunderbird a także kompatybilnych motywów graficznych i rozszerzeń dla każdego z nich. Załączony jest również przewodnik dla początkujących, który opisuje krok po kroku każdą z głównych możliwości Firefoksa i Thunderbirda, od blokowania wyskakujących okien do opcji sprawdzania poprawności gramatycznej i menedżera pobierania. Płyta Firemonger posiada również instrukcje „jak to zrobić” objaśniające proces instalacji, użytkowania, a także możliwości załączonych rozszerzeń i narzędzi.

## Historia
Projekt Firemonger został założony przez Jamesa Wiericka we wrześniu 2004 roku pod nazwą FirefoxCD. Została ona zmieniona na Firemonger (The Firemonger Project) dwa miesiące później, w listopadzie 2004. W lipcu 2005 roku projekt Firemonger połączył się z MozCD Project, dziedzicząc zalety obu produktów w wydaniu v2, przemianowanym później na 1,5. Przez cały ten czas był wspierany przez wielu ludzi zadowolonych z Firefoksa i Thunderbirda i pragnących podzielić się z innymi korzyściami płynącymi z użytkowania tych programów.

## Aktualna wersja
Od Grudnia 2005 obecną wersją jest Firemonger 1,5. Została ona wydana wkrótce po wypuszczeniu przez Mozillę wersji Firefoksa o tym samym numerze, wprowadzającej wiele zmian i nowości.
Rozpoczynając od wersji 1,5, wydania Firemongera używają technologii MozCD, która pozwala dodać projektowi wiele nowych możliwości, sprawić by była jeszcze bardziej przyjazna użytkownikowi i usprawnić proces tłumaczenia. Szkielet programu składa się z plików XHTML, które używają Definicji Typu Dokumentu do przechowywania tekstu. Po starcie programu można wybrać jedną z ponad 15 wersji językowych.

## Licencja
Projekt Firemonger jest rozpowszechniany na warunkach licencji Creative Commons Attribution-NoDerivs 2.5. Materiały i programy zawarte na płycie posiadają swoje własne licencje.